# Martin Kober
Martin Kober (ou Chober, Cober, Coeber, Khober, Koeber, Koebner, en polonais: Marcin Kober), né vers 1550 et mort avant 1598, est un peintre allemand, portraitiste et miniaturiste actif dans différentes cours d'Europe centrale au XVIe siècle

## Galerie

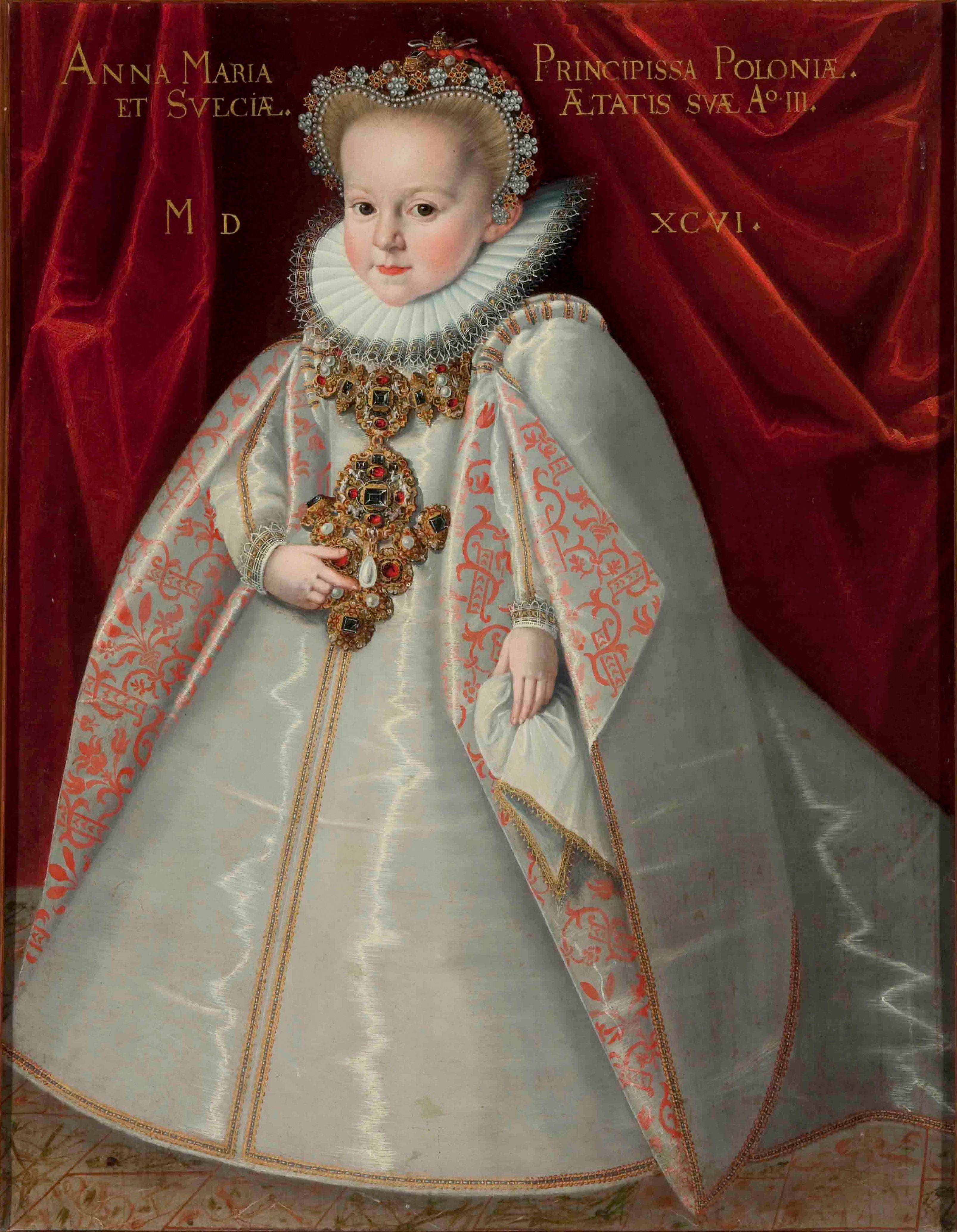
Anna Maria Waza (1593–1600), fille du roi Sigismund III de Pologne.
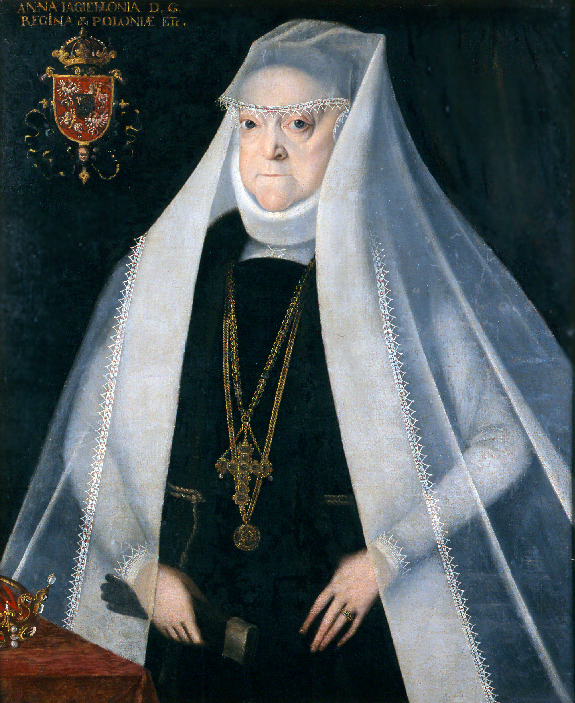
La reine Anna Jagellon en veuve
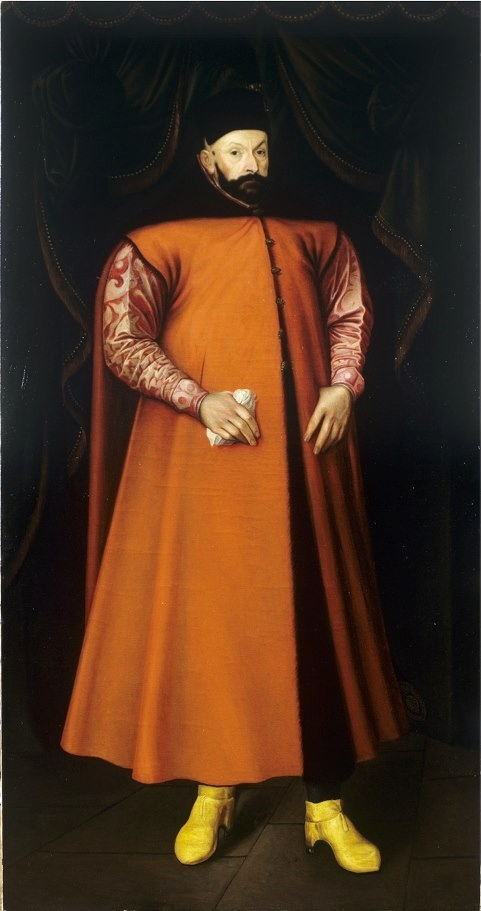
Le roi Stephen Bathory (1583)
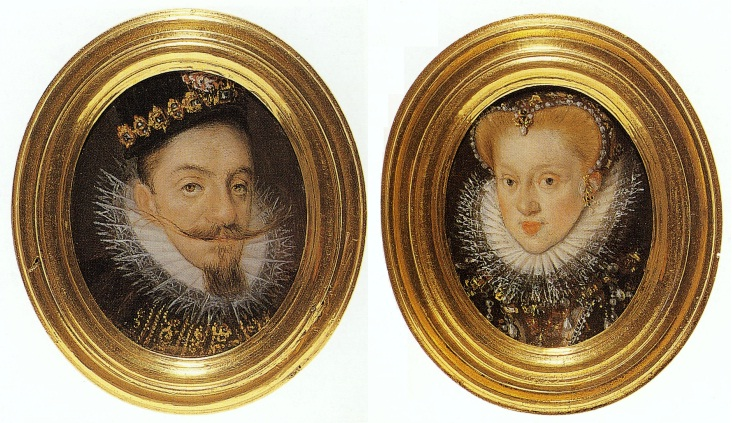
Miniature de Sigismund Vasa et Anna Habsburg